# Jimmy Johansson

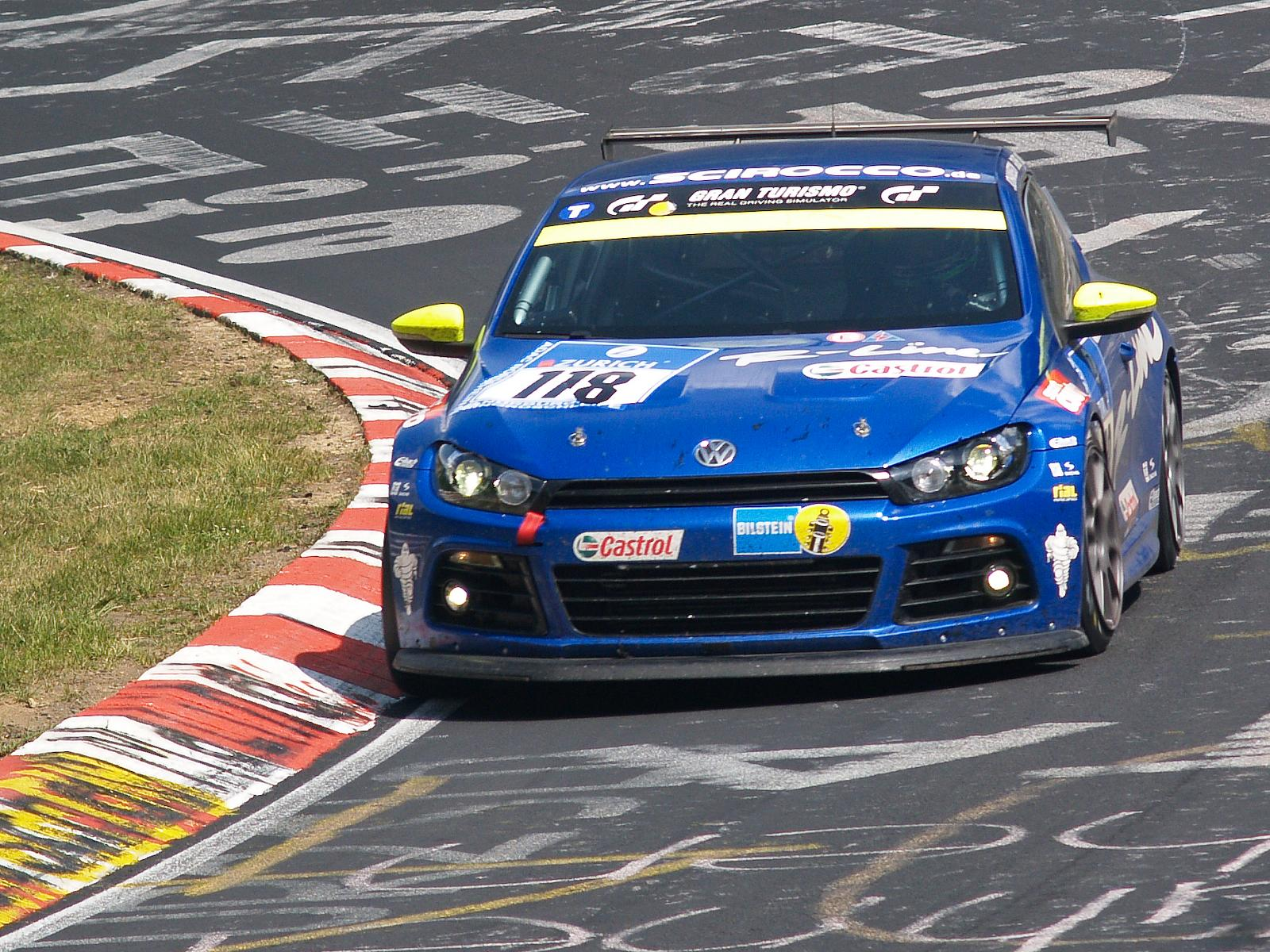
Der von Jimmy Johansson gefahrene VW Scirocco GT24 beim 24-Stunden-Rennen auf dem Nürburgring 2008

Jimmy Johansson (* 17. Juli 1984) ist ein ehemaliger schwedischer Automobilrennfahrer.

## Karriere
Jimmy Johansson fuhr Ende der 1990er Jahre Kartrennen, bevor er 2000 in den Tourenwagensport einstieg.
Von 2000 bis 2004 ging der in verschiedenen Volvo-Markenpokalen an den Start. Die ersten beiden Jahre fuhr er im Volvo S40 Junior Touring Car Cup. Danach wechselte er 2002 in die Volvo S60 Challenge Schweden. Dort wurde er 2003 Meister und im folgenden Jahr Dritter in der Gesamtwertung.
Ab 2005 startete er hauptsächlich in deutschen Rennserien. 2005 und 2006 fuhr er für das Werksteam Volkswagen Motorsport im ADAC Volkswagen Polo Cup. Im ersten Jahr wurde er Vizemeister und 2006 gewann er den Meistertitel.
Von 2006 bis 2008 trat er in der Rennserie SEAT Leon Supercopa Germany für verschiedene Teams an. In seiner letzten Saison in der Serie gewann er den Vizemeister-Titel.
Für das Volkswagen-Werksteam startete er erfolgreich von 2008 bis 2010 beim 24-Stunden-Rennen auf dem Nürburgring. 2008 und 2009 gewann er mit einem VW Scirocco GT24 die SP3T-Wertung. 2010 wurde er damit Zweiter in der AT-Wertung.
In der Saison 2009 fuhr er mit dem Team Hermes ATTEMPTO Racing powered by Pole Promotion im Porsche Carrera Cup Deutschland und wurde Sechster in der Gesamtwertung.
2010 und 2011 ging er für das Team Pole Promotion mit einem Audi R8 LMS in der ADAC GT Masters an den Start. Im ersten Jahr fuhr er fast die komplette Saison und wurde Elfter im Gesamtklassement. In der zweiten Saison fuhr er nur an dem Rennwochenende in Assen zwei Läufe.
Danach ging er wieder nach Schweden zurück und fuhr von 2012 bis 2015 mit dem Team Mattssons Fasteners in der Swedish GT Series. Seine beste Gesamtplatzierung erreichte er 2015 mit dem vierten Rang in der GTA-Wertung.